# SUPER ROCK '84 IN JAPAN
SUPER ROCK '84 IN JAPAN（スーパー・ロック '84 イン・ジャパン）は、1984年8月にヘヴィメタル・ハードロック系のアーティストを中心に日本国内で開催されたロック・フェスティバルである。

## 概要
企画・制作はフェスティバルと音楽舎。1984年8月4日から8月12日にかけて、愛知、福岡、大阪、埼玉において計6公演が行われた（全公演とも同じ5アーティストが出演）。
セットチェンジ間のDJおよびMCは、伊藤政則が担当。

### 公演日程
| 日程    | 会場                             | 開演時間 | 料金(前売)                                          |
| ------- | -------------------------------- | -------- | --------------------------------------------------- |
| 8月4日  | ナゴヤ球場                       | 13時30分 | S席：6,000円 A席：5,000円 B席：4,000円 C席：3,000円 |
| 8月6日  | 福岡スポーツセンター             | 15時     | S席：9,000円 A席：7,000円 B席：5,000円              |
| 8月8日  | 大阪南港フェリーターミナル前広場 | 13時     | 全席：6,000円                                       |
| 8月9日  | 大阪南港フェリーターミナル前広場 | 13時     | 全席：6,000円                                       |
| 8月11日 | 西武球場                         | 13時     | S席：6,000円 A席：5,000円 B席：4,000円 C席：3,000円 |
| 8月12日 | 西武球場                         | 13時     | S席：6,000円 A席：5,000円 B席：4,000円 C席：3,000円 |

### 出演者
- アンヴィル

2009年のドキュメンタリー映画『アンヴィル! 夢を諦めきれない男たち』は、このフェスティバルでの映像と「（出演した）どのバンドのアルバムも何百万枚と売れた…このバンド以外は」というキャプションから始まる。
- ボン・ジョヴィ

同年5月に『夜明けのランナウェイ』で日本デビューし、このフェスティバルが初来日。当初は、ボン・ジョヴィではなくクワイエット・ライオットが出演者として公式発表されていた。日本での初公演となる名古屋球場では、オープニングアクトを務め、デビューまもないバンドにも関わらず、『夜明けのランナウェイ』のキャッチーなイントロが奏でられると、球場全体が大いに沸いた。
- スコーピオンズ

当時、出演者中で最も世界的に商業的成功を収めており、同年リリースされたアルバム『禁断の刺青』は全米6位を記録、その年にダブルプラチナムを達成している。
- マイケル・シェンカー・グループ

来日前にゲイリー・バーデン（ボーカル）が脱退し、後任として「ロンリー・ガイ」のヒットで知られるレイ・ケネディが参加。レイはアメリカでは知られたシンガーではあったが、HR/HV向きのボーカリストではなく、マネージメントサイドの完全なる手違いによる加入であった。足元には歌詞を書いた巨大なカンニングペーパーが置かれるも、全く曲を歌えない状況であり、MSGファンからは悪魔のボーカリストと呼ばれることとなる。レイはこのツアーを持って脱退する。東京公演の初日にはドクター・ドクターの演奏時にスコーピオンズのルドルフ・シェンカーとクラウス・マイネが飛び入り参加した。
- ホワイトスネイク

デイヴィッド・カヴァデール（ボーカル）、ジョン・サイクス（ギター）、コージー・パウエル（ドラム）、ニール・マーレイ（ベース）の4人に加え、来日前にディープ・パープル再結成に参加するため脱退したジョン・ロードの代わりにハードロックバンド『 アラスカ 』のリチャード・ベイリー（キーボード）がサポートメンバーで参加した。
ヘッドライナーは、ホワイトスネイクとマイケル・シェンカー・グループが交替で務めた。

## 映像作品
- 『スーパー・ロック '84 イン ジャパン』 東宝、1984年　※ダイジェスト版
- 『スコーピオンズ』 東宝、1984年
- 『ホワイトスネイク』 東宝、1984年
- 『マイケル・シェンカー・グループ』 東宝、1984年
- 『ボン・ジョヴィ』 東宝、1985年